# Zweikampf am Red River
Zweikampf am Red River (Originaltitel: Massacre River) ist ein US-amerikanischer Western aus dem Jahr 1949 mit Guy Madison und Rory Calhoun in den Hauptrollen. Der Film wurde von Windsor Pictures produziert und basiert auf dem 1916 veröffentlichten Roman When a Man's a Man von Harold Bell Wright.

## Handlung
Häuptling Yellowstone sucht ein Fort der US-Armee unter Colonel Reid auf, um mit diesem einen neuen Friedensvertrag zu besprechen. Gerade will der Colonel den Bedingungen zustimmen, als ihm gemeldet wird, dass mehrere weiße Büffeljäger am Wachupi River skalpiert aufgefunden wurden. Auf die Frage, was er von dem Vorfall wisse, antwortet der Häuptling, dass seine rebellischen Krieger den Krieg wollen.
Die Soldaten Larry Knight und Phil Acton sind Freunde und werben beide um die Gunst von Kitty Reid, der Tochter des Colonels. Kittys Bruder Randy informiert sie, dass Kitty ein Abschiedsfest vor ihrer Reise nach St. Louis gibt. Phil macht ihr einen Antrag, den Kitty jedoch zurückweist, weil sie Larry liebt. Larry und Phil werden von Colonel Reid auf Patrouille geschickt. Sie sollen unter keinen Umständen den Wachupi River ins Indianergebiet überqueren.
Eine Postkutsche erreicht das Fort. Laura Jordan steigt aus und macht sich auf den Weg zum Blue Star Hotel. Sie hat versehentlich ihren Koffer in der Kutsche gelassen, den ihr Mitpassagier Sergeant Johanssen an sich nimmt. Johanssen übergibt Phil den Koffer, damit er ihn Laura übergeben kann. Im Hotel diskutiert Laura mit dem Besitzer Burke Kimber. Lauras verstorbener Ehemann hat ihr einen Anteil am Hotel vermacht, jedoch ist Kimber der Ansicht, alleiniger Besitzer zu sein. Marshal Towne kann mit der Besitzurkunde Lauras Ansprüche beweisen.
Bei einer Patrouille wird Randy von seiner Truppe getrennt, von Indianern angegriffen und angeschossen. Während sich die Angreifer wieder über den Wachupi River zurückziehen, kann Randy das Fort erreichen. Dort wird er von Laura verbunden. Larry kommt hinzu und erzählt Laura, dass er Kitty liebe. Später bekommt er im Saloon ein Gespräch mit, in dem Laura über ihn und seine Beziehung zu Kitty spricht. Larry wird sich klar, dass er eigentlich in Laura verliebt ist. Phil hingegen hält Laura für eine Betrügerin. Er versucht sie zu verführen, scheitert jedoch.
Burke will Lauras Anteile aufkaufen, doch Laura weigert sich. In seiner Verzweiflung droht er ihr, sie zu töten. In diesem Moment erscheint Larry. Es kommt zu einem Duell, bei dem Larry Burke erschießt. Der Colonel befragt Larry zu dem Vorfall, doch der sagt nur aus, dass er die Armee verlassen wolle. Randy sieht Phil zusammen mit Laura und schießt auf sie, ohne zu treffen. Larry erschießt daraufhin Randy und macht dem Colonel gegenüber Notwehr geltend. Larry und Laura verlassen das Fort, werden jedoch von Phil verfolgt. Als er die beiden erreicht, kommt es zwischen ihm und Larry zu einem Kampf. Der Kampf endet, als die Indianer angreifen. Bei dem Kampf kommt Laura ums Leben. Später, als Laura begraben ist und Larry die Armee verlassen hat, beschließen Phil und Kitty zu heiraten.

## Produktion

### Hintergrund
Gedreht wurde der Film von Anfang September bis Mitte Oktober 1948 auf der Iverson Movie Ranch in Chatsworth, auf der Movie Ranch von Ray Corrigan im Simi Valley, im Canyon de Chelly National Monument sowie in den Monogram-Studios in Hollywood.

### Stab
John Sturtevant war für das Szenenbild zuständig, Clem Beauchamp und Bert Briskin arbeiteten als Regieassistenten.

### Besetzung
In kleinen, nicht im Abspann erwähnten Nebenrollen traten Rudy Bowman, Franklyn Farnum, Harold Miller und Jason Robards sr. auf. Ebenfalls nicht erwähnt war Rory Mallinson als Marshal Towne.

## Synchronisation
Die deutsche Synchronfassung entstand im Auftrag der Berliner Synchron GmbH Wenzel Lüdecke. Rory Calhoun wird von Rolf Heydel gesprochen.

## Veröffentlichung
Die Premiere des Films fand am 26. Juni 1949 statt. In der Bundesrepublik Deutschland kam er am 20. Juni 1951 in die Kinos, in Österreich bereits am 25. August 1950. Der Film ist auch unter den Titeln Zweikampf am blauen Stern und Die Schlacht am Strom vertrieben worden.

## Kritiken
Das Lexikon des internationalen Films schrieb: „Kleiner Western mit Eifersuchts- und Ehrstreitereien unter Offizieren der US-Kavallerie, die im Indianergebiet stationiert sind.“
Die Variety schrieb in einer Vorabkritik, der (Original-)Titel werde die Erwartung der Zuschauer wecken. Doch es werde mehr die romantische Beziehung betont, als die Cowboy-und-Indianer-Abenteuer.
Der Kritiker des TV Guide sah einen unterdurchschnittlichen Western. Die romantischen Probleme in den Vordergrund zu stellen sei ein unüblicher Zug für einen B-Western, der auch nicht funktioniere. Die Darsteller seien nicht talentiert genug, der Liebesgeschichte Glaubwürdigkeit zu verleihen, die Actionszenen seien schlecht gespielt.